# Heinrich Wilhelm Ernst
Heinrich Wilhelm Ernst (8. června 1812, Brno – 8. října 1865, Nice) byl moravský houslista, violista a hudební skladatel židovského původu. Ve své době byl považován za nástupce Paganiniho. V listě domovského práva je uvedený rok narození 1812 přepsán jiným rukopisem na rok 1814. Z dalších listin, zejména z nápisu na reliéfu náhrobního kamene, však lze odvodit, že skutečným rokem jeho narození je rok 1812.
Životem H. W. Ernsta se podrobně zabývá kniha Jana Pěčky: Heinrich Wilhelm Ernst. Paganini z Brna. (vydalo Brno : Archiv města Brna, c2007).

## Život
Housle začal studovat ve věku devíti let, malý génius byl přijat na vídeňskou konzervatoř, kde studoval hru na housle u Josepha Böhma a skladbu u Ignáce von Seyfrieda. Velmi ho ovlivnilo, když uslyšel hrát Paganiniho a snažil se napodobit jeho styl. Cestoval po Evropě, vystupoval při houslových koncertech a komponoval. Poslední léta svého života se houslím ze zdravotních důvodů nemohl věnovat a trávil penzi v Nice, kde roku 1865 zemřel.
Od Paganiniho stylu hry se odklonil a jako jediný virtuóz se věnoval komorní hře. Založil slavné Londýnské Beethovenovo kvarteto, kde hrál prim. Druhé housle Joseph Joachim, violu slavný polský houslista Henryk Wieniawski, violoncello hrál Alfrédo Piatti. Byl i spoluzakladatelem Beethovenovy společnosti v Londýně.